# SMS Württemberg (1878)
O SMS Württemberg foi um navio ironclad operado pela Marinha Imperial Alemã e a terceira embarcação da Classe Sachsen depois do SMS Sachsen e SMS Bayern, e seguido pelo SMS Baden. Sua construção começou em 1876 nos estaleiros da AG Vulcan Stettin em Estetino, sendo lançado ao mar em novembro de 1878 e comissionado na frota alemã em maio de 1881. Sua bateria principal era composta por seis canhões de 260 milímetros montados em duas barbetas abertas e era capaz e alcançar uma velocidade máxima de treze nós.
O Württemberg teve uma carreira tranquila, com suas principais atividades consistindo na realização de vários exercícios e cruzeiros de treinamento. Ele escoltou o imperador Guilherme II em viagens de estado para o Reino Unido e várias cidades do Mar Báltico no final da década de 1880 e início da de 1890. O navio foi modernizado entre 1898 e 1899 no Estaleiro Imperial de Kiel e serviu por mais sete anos, sendo tirado de serviço ativo em 1906. Foi depois disso empregado em diversas funções secundárias até ser vendido e desmontado em 1920.